# أنطونيو ديوغو
أنطونيو ديوغو هو لاعب كرة قدم أنغولي في مركز الدفاع، ولد في 20 مايو 1969. شارك مع منتخب أنغولا لكرة القدم.

## وصلات خارجية
- أنطونيو ديوغو على موقع قاعدة بيانات كرة القدم.إي يو (الإنجليزية)
- أنطونيو ديوغو على موقع ناشيونال فوتبول تيمز (الإنجليزية)